# 韩佳奇
韩佳奇（1999年7月3日—），北京市人，中国足球运动员，司职守门员，现效力中超球队北京国安。

## 俱乐部生涯
韩佳奇曾在葡萄牙参与U17和U19联赛，他在一个赛季中共出场15次。他还成为首位进入葡超联赛替补席的中国门将。2019年，韩佳奇从葡萄牙回到中超，加入了广州富力俱乐部。
2019年2月28日，广州富力俱乐部正式宣布来自葡萄牙足球超级联赛的艾維斯足球俱樂部球员韩佳奇加盟，双方签约为期5年。随后的2019年4月21日，当时正值2019赛季中超联赛进行到第6轮，广州富力队在客场遭遇江苏苏宁队，比分以1-5不敌对手。在这场比赛的第86分钟，为了满足U23球员上场的规定，主教练在比赛接近尾声时决定替换掉主力门将。韩佳奇替补登场，实现了他在中超联赛中的首秀。
2023年3月广州城解散之后，韩佳奇以自由转会的方式回到了他的家乡，加盟了北京国安足球俱乐部。

## 国家队生涯
在2022年7月，韩佳奇成功地被选入了国家足球队参加22年东亚杯的名单。同年7月20日，在东亚杯的第一场比赛中，他面对韩国队完成了自己在国家队的首次亮相。在东亚杯的第二场比赛中，迎战了日本队，以顽强的拼搏精神成功逼平了对手。第三场比赛中以出色的表现击败了中国香港队。
2023年，韩佳奇在杭州亚运会上担任中国队的主力门将，出场4次，失3球。